# 오타니 게이시
오타니 게이시(일본어: 大谷 圭志, 1983년 4월 17일 ~ )는 일본의 전 축구 선수이다.

## 구단 경력
과거 FC 도쿄, 더스파 구사쓰에서 활동하였다.